# Polycheles pacificus
Polycheles pacificus är en kräftdjursart som först beskrevs av Faxon 1893.  Polycheles pacificus ingår i släktet Polycheles och familjen Polychelidae. Inga underarter finns listade i Catalogue of Life.